# Кальськ (Любуське воєводство)
Кальськ (пол. Kalsk, нім. Kalzig) — село в Польщі, у гміні Сулехув Зеленогурського повіту Любуського воєводства.
Населення — 903 особи (2011).
У 1975-1998 роках село належало до Зеленогурського воєводства.

## Демографія
Демографічна структура станом на 31 березня 2011 року:
|          | Загалом | Допрацездатний вік | Працездатний вік | Постпрацездатний вік |
| -------- | ------- | ------------------ | ---------------- | -------------------- |
| Чоловіки | 459     | 116                | 305              | 38                   |
| Жінки    | 444     | 82                 | 274              | 88                   |
| Разом    | 903     | 198                | 579              | 126                  |